# Johann Christian Bernhardt
Johann Christian Bernhardt (* als Christian Wilhelm Gottlieb Bernhardt 13. März 1710 in Weiltingen, Mittelfranken; † 23. Dezember 1758 in Langenbernsdorf) war ein deutscher Chemiker, Chirurg und Bader, der Mitte des 18. Jahrhunderts in Langenbernsdorf lebte.
Über ihn war lange kaum etwas bekannt (Claus Priesner), außer dass er Verfasser des Buches Chymische Versuche war und dass er Arzt und Anhänger der Iatrochemie war. Das änderte sich erst mit einem Aufsatz von Lothar Beyer 2016.
Er war der einzige Sohn des Chirurgen und Baders Gottlob Bernhardt (1683–1723) in Weiltingen bei Ansbach und der Maria Catharina Bernhardt (1688–1741). Dem Vater wurde Ehebruch vorgeworfen, weshalb er juristische verfolgt wurde. Die Mutter heiratete 1723 nach dem Tod des Vaters den Chirurgen und Bader Johann Conrad Häberlin in Weiltingen. Wahrscheinlich ging er bei seinem Stiefvater in die Lehre und nahm auch dessen Vornamen Johann an (seinen Rufnamen Christian behielt er). Er heiratete 1749 in Langenbernsdorf Anna Martha Viebiger (gestorben 1796), die Tochter eines Tuchmachers aus Zittau. Mit ihr hatte er drei Söhne und eine Tochter Charlotte Henriette Bernhardt (geboren 1759), die 1776 den Bader und Chirurgen Johann Friedrich August Mayer aus Potsdam heiratete und mit ihm 14 Kinder hatte.
Zum Zeitpunkt seiner Heirat 1749 begleitete er den Grafen Rochus Friedrich Graf zu Lynar (1708–1781), der dänischer Gesandter in Russland war, als Reisechirurg nach Sankt Petersburg. 1751 kehrte er mit dem Grafen wieder zurück und ließ sich als Bader und Chirurg in Langenbernsdorf nieder. 1752 wurde der erste Sohn geboren. 1754 schrieb er dort sein Buch über Chemie. In Langenbernsdorf lebte auch ein Johann Bernhard, der Bader war und 1754 starb und Patenonkel des Erstgeborenen war (wahrscheinlich ein Onkel von Christian Bernhardt). Es ist nicht bekannt, wo sein Labor war (in der Nähe lagen größere Erzaufbereitungsanlagen, seinen Vitriolkies als Ausgangsmaterial für die Schwefelsäuregewinnung bezog er aus Gruben in Beyerfeld bei Schwarzenberg im Erzgebirge).

## Chymische Versuche
In seinem Buch Chymische Versuche (Leipzig 1755) behandelt Bernhardt detailliert die Gewinnung großer Mengen hochkonzentrierter Schwefelsäure nach dem Vitriolverfahren, was gleichzeitig in ihrer Ausführlichkeit die erste solche Darstellung in der Literatur ist. Vor der Entwicklung des Bleikammerverfahrens war das Vitriolverfahren die einzige bekannte Herstellungsmethode von Schwefelsäure und fand in großem Maße vor allem in Böhmen und Sachsen (Nordhauser Vitriolöl) Verwendung. Weiters wird die Gewinnung von Salpetersäure sowie Ether aus Ethanol und Schwefelsäure (eine der frühesten genauen Darstellungen der Ether-Synthese) beschrieben. Bernhardt beschrieb als Erster den Unterschied zwischen Schwefeltrioxid und Pyroschwefelsäure. Neben Galeerenöfen, die mit Detailzeichnungen ausführlich beschrieben werden, finden sich auch Schilderungen von Sandbadöfen.
Bernhardt sprach sich ausdrücklich gegen die Geheimhaltung von Verfahren und Rezepten aus und kritisiert in dieser Hinsicht die alchemistische Literatur, die er wegen ihrer dunklen Ausdrucksweise für die vielfältigsten schädlichen Einflüsse verantwortlich macht. Wörtlich schreibt er im Vorwort seines Buches: Die dunkle und rätselhafte Schreibart der Alchymisten hat nicht wenig Menschen in großen Schaden gesetzet, und an anderer Stelle: Es wäre vielleicht besser, wenn die Alchymisten nie etwas von ihrer Kunst geschrieben hätten, weil sie nicht deutlicher geschrieben. Vielleicht wären nicht so viel tausend Menschen um ihr zeitliches Glück, Nahrung, Ehre, Leib, ja wohl gar um ihre Seligkeit gekommen. Bernhardt fühlt sich nach eigenen Worten auch nicht an die Verschwiegenheitsgebote der Adepten der Alchemie gebunden, da er die Erkenntnisse durch seine eigene Arbeit und Fleiß erlangte. Die Möglichkeit der alchemistischen Umwandlung von Metallen zweifelt Bernhardt im Buch an, sieht aber Verdienste der Alchemie in Anweisungen zur Herstellung von Arzneimitteln aus Mineralien. Im Buch finden sich auch Krankengeschichten aus seiner Praxis, was darauf hinweist, dass er Arzt ist. Da nur einfache Leute erwähnt werden und ansonsten nichts über ihn bekannt ist, war er wahrscheinlich kein Hofarzt, sondern Landarzt. Das Vorwort ist in Langenbernsdorf bei Zwickau verfasst und Oktober 1754 datiert.
Das Hauptziel seines Buches war, wie schon der Titel verrät, die Herstellung von Medikamenten. Mit Hilfe der Schwefelsäure stellte er einige Medikamente her, so ein Liquor anodynus, vermutlich die schon länger bekannten Hoffmannstropfen (einer Mischung von Ethanol und Ether) und Naphta vitrioli (Diethylether). Die Anwendungen des Liquor anodynus (ebenso für die Gewinnung von Kräuterextrakten) und von verdünnter Schwefelsäure für Pflanzenextrakte wird beschrieben, jedoch nicht die Anwendung von Naphta vitrioli.
Bernhardt kannte offenbar die chemische Literatur jener Zeit, so zitierte er zum Beispiel Basilius Valentinus, Georg von Welling und Pierre-Jean Fabre sowie Hieronymus von Ludolf, Johannes Kunckel und Georg Ernst Stahl.

## Schriften
- Chymische Versuche und Erfahrungen, aus Vitriole, Salpeter, Ofenruß, Quecksilber, Arsenik, Galbano, Myrrhen, der Peruvianer Fieberrinde und Fliegenschwämmen Kräftige Arzneyen zu machen. Breitkopf, Leipzig 1755 (Digitalisat).